# International Cheese Awards
International Cheese Awards — це щорічне сирне шоу та конкурс. До 2019 року він проходив у парку Дорфолд біля Нентвіча, Англія. Виставка, яка проводиться з 1897 року, привертає увагу учасників з усього світу.
У Нантвічі перший день дводенної події був днем суддівства та торгівлі, на якому були присутні головним чином учасники галузі та преса, тоді як другий день був запланований на проведення сільськогосподарської виставки в Нантвічі та Південному Чеширі та привернув близько 40 000 відвідувачів, щоб спробувати товарів і почути оголошення переможців.
International Cheese Awards – це продукт Nantwich Agricultural Society, зареєстрованої у Великій Британії благодійною організацією.
У 2021 році було оголошено, що церемонія нагородження переїде до Staffordshire Show Grounds і більше не буде частиною події Nantwich Show.

## Історія
Оригінальне сирне шоу було засновано в 1897 році, коли Чеширське сільськогосподарське товариство, яке протягом кількох років проводило шоу в різних місцях округу, розділило округ на чотири власні шоу, одне з яких було Nantwich & Northwich, а в У 1903 році виставка проходила під власною егідою і без зв’язку з Чеширським сільськогосподарським товариством.
Молочні шоу в Нантвічі продовжували проводитися щороку, і зафіксовано, що молочне шоу 1908 року відбулося в Ринковій залі 28 і 29 жовтня.
Молочні та садівничі виставки продовжували проводитися щорічно, однак дві світові війни затьмарили такі заходи, і в цей період мало що можна знайти в деталях. Шоу продовжували проводити з перервами, поки в 1946 році шоу не знайшло постійне місце проживання в парку Дорфолд, де воно проводилося щорічно, за винятком перерв у роки через спалахи ящура.
У 1997 році шоу Nantwich Cheese Show відсвяткувало сторіччя з появою Королівської кавалерії.
У 2009 році Nantwich Cheese Show було перейменовано в International Cheese Awards.
У 2021 році було оголошено, що церемонія нагородження переїде до Staffordshire Show Grounds і більше не буде частиною події Nantwich Show.